# Талыш (регион)

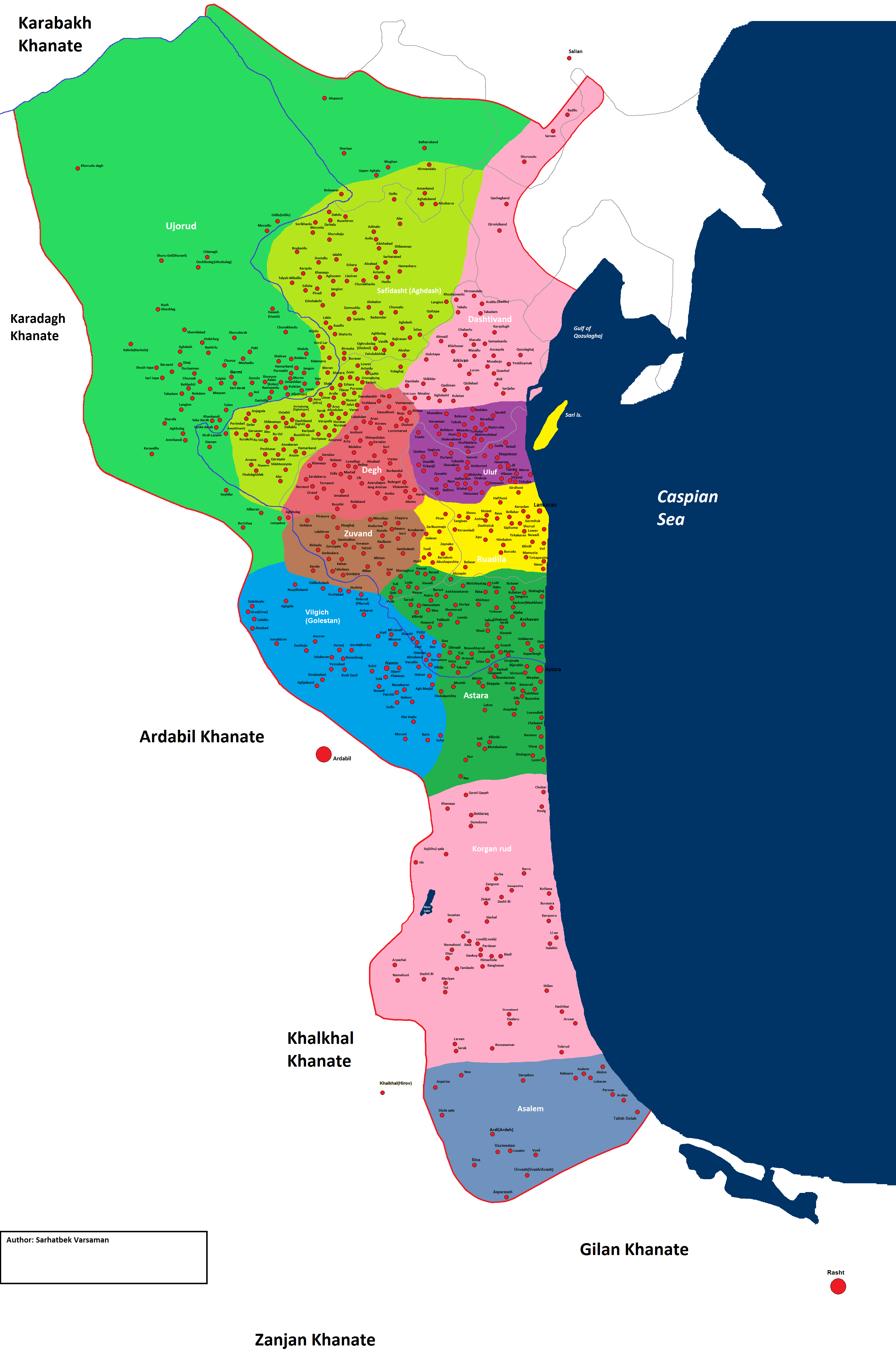
Территория Талыша в период расцвета Талышского ханства

Талыш (тал. Tolyš, азерб. Talış, перс. تالش‎), Талышстан (тал. Tolyšistan) или Талышистан — историко-географическая область у юго-западного побережья Каспийского моря, состоящая из Талышских гор и прилегающей узкой прибрежной полосы. Является областью компактного проживания народа талышей.
Талыш разделён между двумя государствами: часть к северу от реки Астара относится к Азербайджану, часть к югу — к Ирану. Азербайджанская часть включает Астаринский, Ленкоранский, Лерикский, Ярдымлинский, Масаллинский и Джалильабадский районы. Иранская часть включает шахрестаны Астара, Талыш и другие и ограничена на юге рекой Сефид-Руд.
Языком более широкого общения в азербайджанском Талыше является азербайджанский язык.

## Ранние упоминания в источниках
Согласно персидскому средневековому автору Хамдаллаху Казвини (XIV век), между городами Султание и Ардебиль находится регион Тавалиш, название которого является арабизированной формой множественного числа от слова «Талыш», по сути, синоним слова Талишан.
Другой средневековый автор Рашид ад-Дин Фаззуллах (XIII—XIV века) представил два интересных фрагмента о талышском регионе и талышах в своей работе о Газан-хане (конец XIII в.):
У западного берега Каспийского моря есть город Талыш и он населён талышами.
В другом месте Рашид ад-Дин пишет о Талышском регионе как об отдельной области:
Великий падишах Газан-хан решил отправиться на охоту в Талышский вилайет (провинцию) недалеко от Мугани.
Согласно Маркварту, термин «талыш» впервые обнаруживается в армянском переводе романа «История Александра Великого», составленном в XVI веке (перевод с греческого источника V века): «И рассказал он, что он — беженец из Каспийского ворот, возле страны Талиш в области Гилян».

## Древняя история
В начале I тысячелетия до н. э. на территории Талыша появляется Мидийское государство, которое в середине тысячелетия сменили Ахемениды. После крушения Ахеменидской империи эта территория входила в состав зороастрийского государства Атропатена, Великой Армении (провинция Пайтакаран) и Парфянского царства. Позже на этой территории распространяли влияние персидские, арабские, тюрко-сельджукские мелкие и крупные государства Передней Азии, а в средние века образовались собственно талышские ханства.

## Средние века и Новое время
В средневековой арабской историографии страна талышей называлась аль-Тайласан — арабское соответствие персидскому «Талишан». Мухаммад ат-Табари пишет о талышах (называя их «тайласан»): «В горах, окружающих Атурпатакан, жили такие народы, как гелы [и] талыши, которые не подчинились арабам и сохранили свою свободу и независимость». По словам средневекового персидского автора Хамдаллы Казвини, между городами Султанийе и Ардавиль был расположен район Тавалиш (название — арабская форма множественного числа от слова «талыш»). Еще одно раннее упоминание страны «Талыш», уже под собственным именем, содержится в армянской редакции V в. романа «Исто́рия Алекса́ндра Вели́кого»: «И рассказал он, что он — беженец из Каспийских ворот, возле страны Талис в области Гилян».
Фактор независимости Талыша уже подчёркивался в первых публикациях о талышах, особенно во внешних источниках.
Из талышского региона происходил известный религиозно-культурный деятель XIII века Шейх Захид Гилани, мавзолей которого под Астарой до сих пор является объектом почитания. Хотя в Средние века и Новое время большинство выходцев из Талыша писало на персидском языке, существует целая группу поэтов, писавших на талышском и близком ему диалекте гиляни. К числу наиболее ранних талышских поэтов относится Пир Шарафшах Дулаи Талеши, живший в XV веке.
Во второй половине XVIII — начале XIX в регионе существовало Талышское ханство. Во время русско-персидской войны талышский хан Мир Мустафа-хан занял сторону России. В 1809 году Талышское ханство стало российским протекторатом. В начале августа 1812 года 20-тысячная персидская армия блокировала Ленкорань и 9 августа овладела крепостью. К концу декабря русский отряд под командованием генерала П. С. Котляревского подступила к Ленкорани, и в ночь на 1 января 1813 года начала штурм крепости, закончившееся падением цитадели. По Гюлистанскому мирному договору от Талышского ханства к Персии перешли такие места как Каргару, Намин и Зувант. Однако персидский двор не смирился утратой Закавказья и настойчиво требовал пересмотра границ. В первую очередь это касалось границы в Талыше, которая вообще была не определена в Гюлистанском договоре.
В 1828 году между Россией и Персией был подписан Туркманчайский мирный договор, завершивший очередную русско-персидскую войну, в соответствии с которым к Талышу была присоединена часть Зуванта, а Персии отошли большая часть Уджарри и часть Астаринского магала (от реки Астара до Чиливана).
В соответствии с предписанием главноуправляющего в Грузии генерала И. Ф. Паскевича от 2 мая 1828 года было учреждено «Временное Талышинское правление» под управлением председателя (управляющего), назначавшегося из русских военных чинов.
«Временное Талышинское правление» начало функционировать с 26 июля 1828 года. До 1831 года включительно оно подчинялось непосредственно главноуправляющему в Грузии. Но после подавления восстания в марте 1831 года приверженцев Мир-Гасан хана это «правление» было передано в ведение военно-окружного начальника мусульманских провинций Закавказья в городе Шуше (так называемый Управляющий мусульманскими провинциями и Талышинским ханством).
А на основании «Учреждения для управления Закавказским краем» от 10 апреля 1840 года «Временное Талышинское правление» было упразднено. На территории Закавказья в тот же период была образована Каспийская область, состоявшая из 7 уездов, одним из которых стал Талышинский уезд. Наконец, в 1846 году на основании «Положения о разделении Закавказского края» от 14 декабря 1845 года Талышинский уезд был переименован в Ленкоранский и вошел в состав новообразованной Шемахинской (с 1859 года — Бакинской) губернии Российской империи. На рубеже XX века жил известный талышский поэт — Сафибаба Рошан-дехи.

## Талыш в эпоху русской революции
В 1918 г. талыш-муганские районы, где местное талышское и русское население, отказались подчиниться вновь образованной Азербайджанской Республике. 4 августа 1918 была создана Временная военная диктатура Мугани («Муганская диктатура»), первоначально признавшая власть ростовского правительства генерала Деникина, затем (в конце года) подчинившаяся «Кавказско-Каспийскому правительству» войскового старшины Бичерахова в Петровске (Махачкала).
28 декабря 1918 года в Ленкорани местным русским и мусульманским населением было принято решение об автономии Муганского Края в составе России с парламентом (Краевой Совет) и правительством (Краевая Управа). 24 апреля «белое» правительство было свергнуто и установлена Советская власть, после чего 15—18 мая 1919 в Ленкоране на съезде революционной Мугани была провозглашена Муганская Советская Республика в составе РСФСР.
18 мая 1919 года Съезд избрал Муганский краевой Совет рабочих и крестьянских депутатов, а тот в свою очередь избрал Краевой Исполнительный Комитет (Исполком) во главе с большевиками. Председателем Краевого Совета был избран один из активных руководителей партизанского движения на, Мугани, видный участник революционного восстания Ленкорани Давыд Данилович Чиркин; его заместителем съезд утвердил одного из работников Ленкоранского отделения кооперативного общества «Самопомощь» — Ширали Ахундова из талышского селения Хавзава. Был избран также Реввоенсовет во главе с политкомиссаром (И. Талихадзе) и Исполком во главе с предисполкома (Н. Тутышкин). 23—25 июля 1919 г. Ленкорань была взята азербайджанскими войсками, и Муганская Советская Республика ликвидирована. С этого момента, Ленкорань входила в состав Азербайджана.

## Талыш в составе СССР
В 1920—1930-е гг. талышский язык преподавался в начальных школах, издавались книги на талышском языке и существовала газета «Красный Талыш». Наиболее видным талышским деятелем той эпохи был поэт и просветитель Зульфугар Ахмедзаде, автор, кроме оригинальной талышской поэзии, талышских учебников и переводов на талышский язык русской классики. Всего вышло около 500 наименований книг на талышском языке. Однако в 1937 году Зульфигар Ахмедзаде был арестован, изучение талышского языка и публикации на нем были полностью свернуты. Язык изучался только в академической среде и функционировал на бытовом уровне. С тех пор до конца советского периода талышская идентичность жестко подавлялась. С 1959 по 1989 год талыши не включались в какие-либо переписи в качестве отдельной этнической группы, но считались частью азербайджанских тюрок, хотя язык талышей принадлежит к индоевропейской языковой семье.
Все 65 лет существования Азербайджанской ССР талышское население чувствовало себя объектом различных ограничений со стороны местных властей. которые умышленно проводили политику ассимиляции Талышского региона, и при этом искусственно ограничивали его экономическое развитие. Курды и талыши записывались азербайджанцами в паспортах, и до независимости страны не рассматривались как отдельные национальности при проведении переписей населения в Азербайджане.

## Талыш после распада СССР

### Талыш-Муганская Автономная Республика

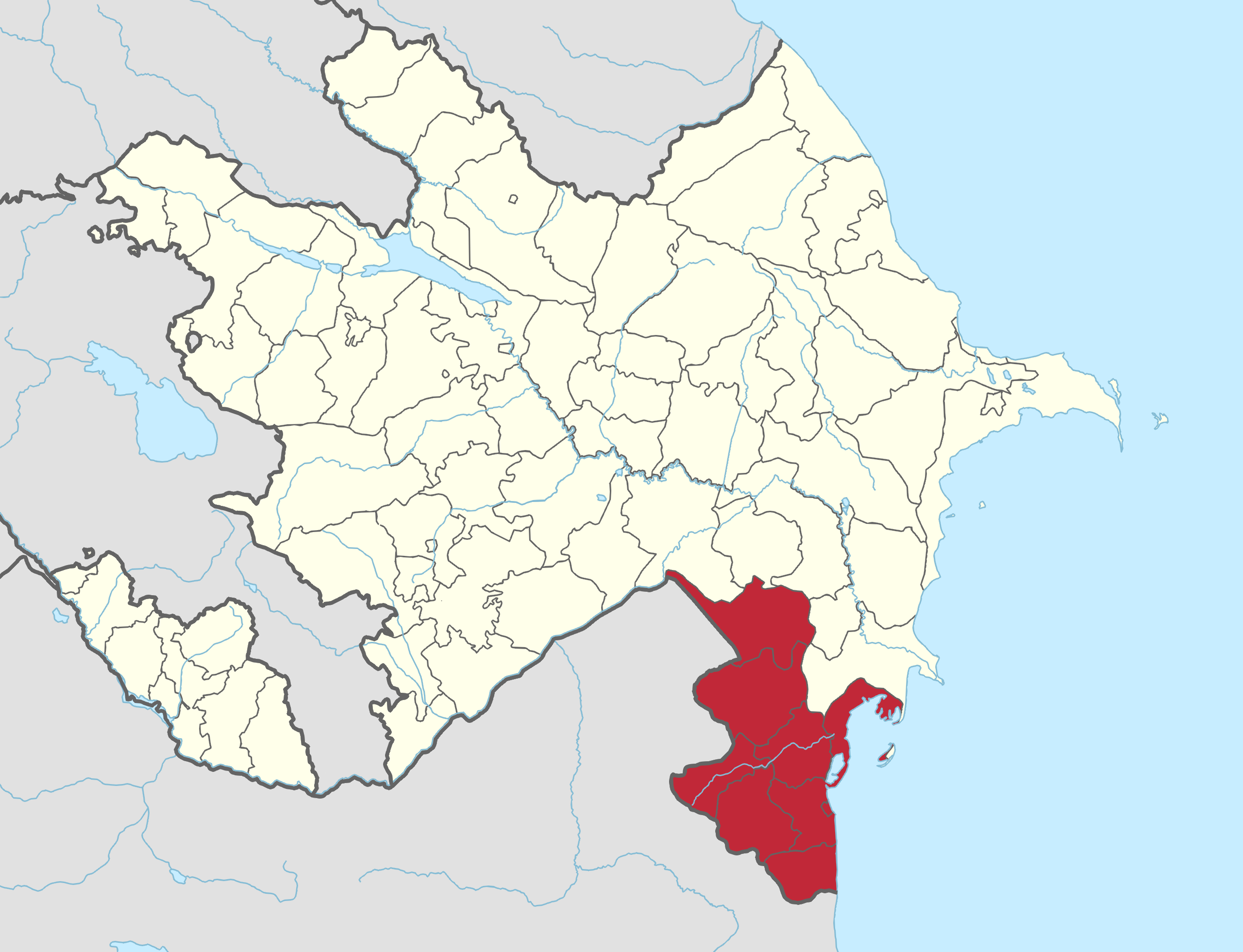
Талыш-Муганская Автономная Республика на административной карте Азербайджана

Уже в конце 1980-х гг. была основана талышская организация под названием «Партия талышского национального возрождения». В июне 1992 года состоялся первый официальный съезд партии, принявшей название «Талышской народной партии». Стратегической целью партии была объявлена автономия талышей в составе Азербайджана. Поскольку партию отказались зарегистрировать под этим названием, она была переименована в «Партию равенства народов Азербайджана».

21 июня 1993 г. в Ленкорани группой офицеров-талышей во главе с полковником Альакрамом Гумматовым была провозглашена Талыш-Муганская Автономная Республика. Восстание совпало с широкомасштабным наступлением армянских войск на карабахском фронте и захватом нескольких районов на западе Азербайджана. Наступление вызвало мятеж Сурета Гусейнова и общий кризис власти в Азербайджане, результатом которого и явилось восстание талышских офицеров в Ленкорани. Были сформированы местные органы власти, и созвано учредительное собрание — Национальный Меджлис. На собрании Милли Меджлиса президентом автономной республики был избран Альакрам Гумматов, дважды встречался с новым главой Азербайджана Гейдаром Алиевым, однако ни первый не согласился отказаться от автономии, ни второй — признать её. Спустя два месяца (23 августа) республика пала. Альакрам Гумматов бежал, однако азербайджанские лоялисты сдали его правоохранительным органам Азербайджанской Республики. Суд приговорил Альакрама Гумматова к смертной казни и после 10 лет, проведённых в тюрьме, в 2004 г. он эмигрировал в Голландию. Под предлогом содержания в программе антиконституционных целей «Партия равенства народов Азербайджана» была запрещена, хотя фактически продолжила своё существование.

### Талышское национальное движение

Талышский национальный флаг / Флаг Талыш-Муганской автономной Республики

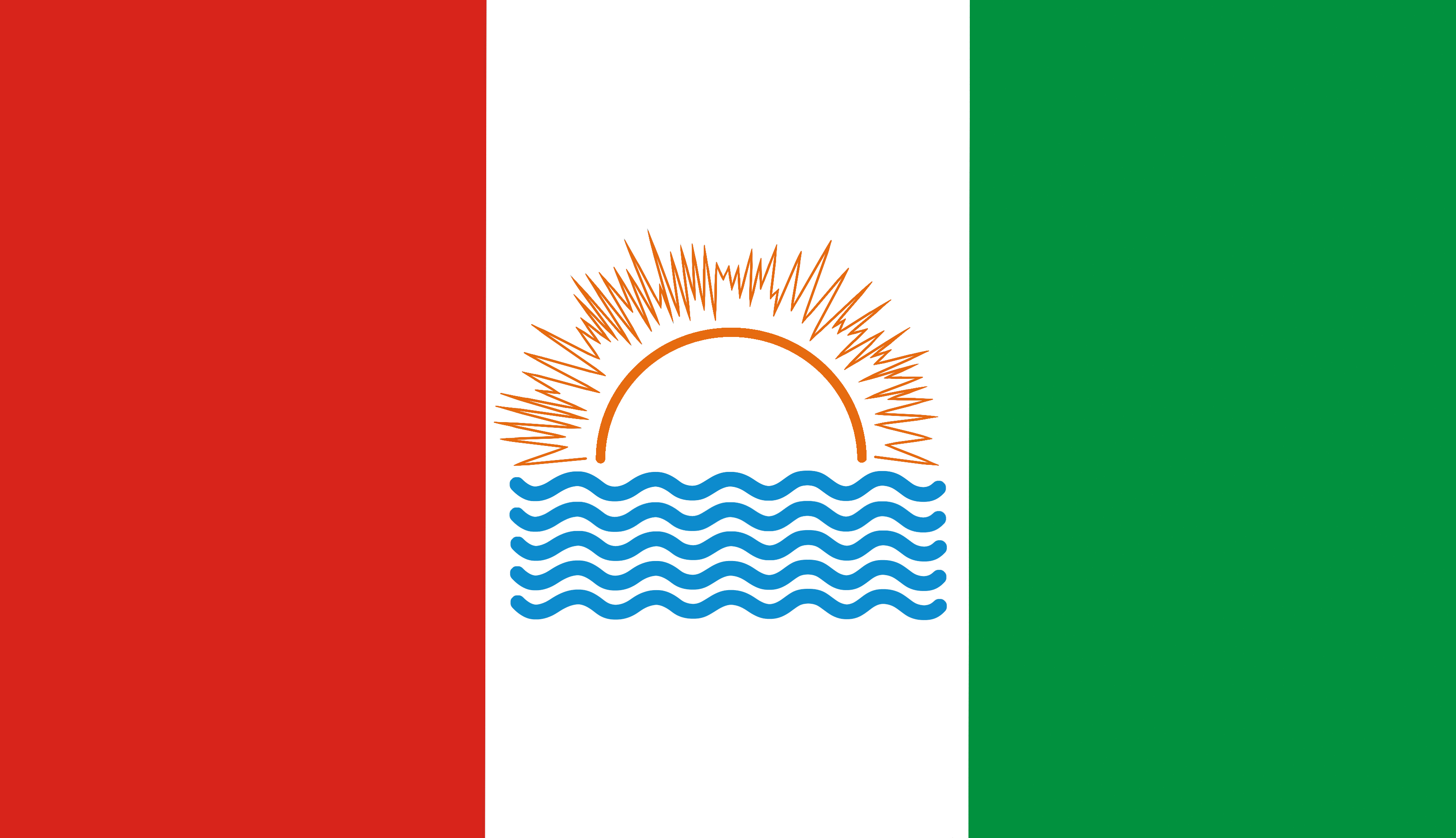
Флаг Талышского национального движения

После освобождения Альакрама Гумматова, была создана организация под официальным названием «Талышское национальное движение». Штаб-квартирой этой организации считается Гаага, где проживает Гумматов; сам Гумматов является его главой; во главе организации стоит политсовет из 15 человек. Важную роль в ней играет бывший председатель Народного Меджлиса Талыш-Муганской автономной республики, философ и политолог Фахраддин Абосзода, эмигрировавший в 1995 г. в Россию, но в 2005 г. вернувшийся на родину и издающий тысячным тиражом газету «Шавнышт» («Ночные посиделки»). Ф. Аббасзода составляет «Грамматику талышского языка» и талышско-русский словарь в 80 тысяч слов
Талышское национальное движение проходит под лозунгом национальной автономии. Требования, сформулированные Ф.Аббасзода накануне президентских выборов в Азербайджане, звучат так: коренная смена политического режима; предоставление автономии всем народам Азербайджана; безусловная пророссийская ориентация, при условии ровных отношений со всеми остальными странами, включая США.
Сам Ф. Аббасзода своими выступлениями в российских и армянских СМИ пытается пробудить национальное самосознание.
В обращении к духовному лидеру Исламской Республики Иран аятолле Хаменеи он заявляет о том, что талышский народ не может существовать вне Ирана и просит у него защиты от властей Азербайджана.
В июле 2018 года Ф.Аббасзаде был задержан российскими властями и в начале 2019 года выдан Азербайджану, где привлечен к судебной ответственности за антигосударственную деятельность. При изучении материалов на основании которых вынесено обвинительное решение международная правозащитная организация Amnesty International в своём докладе «Azerbaijan authorities must release Talysh activists» («Власти Азербайджана должны освободить талышских активистов») пришла к выводу, что ни один из этих материалов не содержит доказательств любого признанного преступления в соответствии с международным правом и стандартами или содержит какие-либо призывы к актам насилия. Призывы к отделению территории охраняются международным правом, и Аббасов осуществлял свое право на свободу выражения мнения, отстаивая свое видение независимого талышского государства.
15 июля 2018 года группа молодых активистов вместе с Альакрамом Гумматовым сформировали правительство Талыш-Муганской автономной республики в эмиграции. Правительство направляет письма и заявления в международные организации, государства и мировые правозащитные организации, чтобы отразить позицию талышей в стране. Призывает Азербайджанское правительство положить конец дискриминации талышей, требует, чтобы талышский язык преподавался в школе и чтобы талыши могли зарабатывать себе на жизнь в своей собственной стране, а не быть вынужденными уезжать за границу. Все министры правительства Талыш-Муганской автономной республики живут в изгании, в таких странах, как например Нидерланды.